# Copa de España de fútbol americano 2008
La Copa de España de fútbol americano 2008 fue la XIII edición de la Copa de España de fútbol americano, y se disputó en la temporada 2007/2008.
L'Hospitalet Pioners consiguió su cuarto título en esta competición.

## Cuadro
|  | Cuartos de final     | Cuartos de final     | Cuartos de final     |                      |                   | Semifinales       | Semifinales | Semifinales |  |            | Final      | Final | Final |  |
|  |                      |                      |                      |                      |                   |                   |             |             |  |            |            |       |       |  |
|  |                      |                      |                      |                      |                   |                   |             |             |  |            |            |       |       |  |
|  | Rivas Osos           | Rivas Osos           | 34                   |                      |                   |                   |             |             |  |            |            |       |       |  |
|  | Rivas Osos           | Rivas Osos           | 34                   |                      |                   |                   |             |             |  |            |            |       |       |  |
|  | Gijón Mariners       | Gijón Mariners       | 7                    |                      |                   |                   |             |             |  |            |            |       |       |  |
|  | Gijón Mariners       | Gijón Mariners       | 7                    |                      | Rivas Osos        | Rivas Osos        | 35          |             |  |            |            |       |       |  |
|  |                      |                      |                      |                      | Rivas Osos        | Rivas Osos        | 35          |             |  |            |            |       |       |  |
|  |                      |                      | Sevilla Linces       | Sevilla Linces       | 8                 |                   |             |             |  |            |            |       |       |  |
|  | Sevilla Linces       | Sevilla Linces       | Sevilla Linces       | Sevilla Linces       | 8                 | 14                |             |             |  |            |            |       |       |  |
|  | Sevilla Linces       | Sevilla Linces       |                      |                      |                   |                   |             |             |  |            |            |       |       |  |
|  | Granada Lions        | Granada Lions        | 8                    |                      |                   |                   |             |             |  |            |            |       |       |  |
|  | Granada Lions        | Granada Lions        | 8                    |                      |                   |                   |             |             |  | Rivas Osos | Rivas Osos | 13    |       |  |
|  |                      |                      |                      |                      |                   |                   |             |             |  | Rivas Osos | Rivas Osos | 13    |       |  |
|  |                      |                      | L'Hospitalet Pioners | L'Hospitalet Pioners | 14                |                   |             |             |  |            |            |       |       |  |
|  | Valencia Firebats    | Valencia Firebats    | L'Hospitalet Pioners | L'Hospitalet Pioners | 14                | 66                |             |             |  |            |            |       |       |  |
|  | Valencia Firebats    | Valencia Firebats    |                      |                      |                   |                   |             |             |  |            |            |       |       |  |
|  | Peñíscola Ironmans   | Peñíscola Ironmans   | 0                    |                      |                   |                   |             |             |  |            |            |       |       |  |
|  | Peñíscola Ironmans   | Peñíscola Ironmans   | 0                    |                      | Valencia Firebats | Valencia Firebats | 22          |             |  |            |            |       |       |  |
|  |                      |                      |                      |                      | Valencia Firebats | Valencia Firebats | 22          |             |  |            |            |       |       |  |
|  |                      |                      | L'Hospitalet Pioners | L'Hospitalet Pioners | 33                |                   |             |             |  |            |            |       |       |  |
|  | Badalona Dracs       | Badalona Dracs       | L'Hospitalet Pioners | L'Hospitalet Pioners | 33                | 14                |             |             |  |            |            |       |       |  |
|  | Badalona Dracs       | Badalona Dracs       |                      |                      |                   |                   |             |             |  |            |            |       |       |  |
|  | L'Hospitalet Pioners | L'Hospitalet Pioners | 35                   |                      |                   |                   |             |             |  |            |            |       |       |  |
|  | L'Hospitalet Pioners | L'Hospitalet Pioners | 35                   |                      |                   |                   |             |             |  |            |            |       |       |  |
|  |                      |                      |                      |                      |                   |                   |             |             |  |            |            |       |       |  |

## Datos de la final
| Fecha                       | Campeón              | Subcampeón | Resultado | Estadio                                    |
| --------------------------- | -------------------- | ---------- | --------- | ------------------------------------------ |
| 19 de enero de 2008 (16.00) | L'Hospitalet Pioners | Rivas Osos | 14-13     | Complejo deportivo del norte de Hospitalet |